# Azazel (powieść)
Azazel – powieść detektywistyczna autorstwa Borisa Akunina. Pierwsza część serii o Eraście Fandorinie. W 2003 r. powieść była nominowana do nagrody Złoty Sztylet, przyznawanej przez brytyjskie Stowarzyszenie Pisarzy Literatury Kryminalnej.

## Fabuła
Jest rok 1876. Młody, 20-letni policjant moskiewski, Erast Fandorin, który z powodu utraty majątku i śmierci ojca musiał podjąć pracę i wg opinii zwierzchnika nienadający się do pracy w policji z powodu swojej „delikatności”, dowiaduje się o samobójstwie, które nie wzbudza niczyich podejrzeń: bardzo zamożny student, niemający spadkobierców, publicznie – w parku – strzela sobie w głowę, a w testamencie cały majątek pozostawia Angielce lady Astair – przesympatycznej starszej pani, naprawiającej świat poprzez prowadzenie sieci esternatów – domów dla sierot, w których dzieci otrzymują doskonałe wykształcenie i są ukierunkowywane na rozwój wrodzonych talentów. Fandorin, wietrząc w tym zagadkę, samodzielnie podejmuje śledztwo i naraża się na niebezpieczeństwo – ktoś czyha na jego życie. W poszukiwaniu prawdy jedzie do Londynu. Gdyby przypuszczał, jak wysoką cenę przyjdzie mu zapłacić za ujawnienie tajemnicy...
Z książki dowiadujemy się, skąd pochodzi słynne jąkanie się bohatera i dlaczego wcześnie posiwiał na skroniach.

## Adaptacje filmowe
Na podstawie książki nakręcono w 2002 roku czteroodcinkowy serial. Reżyserem został Aleksander Abadaszjan, a scenariusz napisał sam Akunin. W rolę moskiewskiego detektywa wcielił się Ilja Noskow.